# Capitale Fernando de Peñalver
Pour les articles homonymes, voir Penalver.
Capitale Fernando de Peñalver est l'une des trois divisions territoriales et statistiques de la municipalité de Fernando de Peñalver dans l'État d'Anzoátegui au Venezuela. À des fins statistiques, l'Institut national de la statistique du Venezuela a créé le terme de « parroquia capital », ici traduit par le terme « capitale » qui correspond au territoire où se trouve le chef-lieu de la municipalité afin de couvrir ce vide spatial, qui, selon la loi sur la division politique territoriale publiée dans le Journal officiel de l'État « n'attribue pas de hiérarchie politique territoriale, ni de description de ses limites respectives ». Ce territoire s'articule autour de Puerto Píritu, chef-lieu de la municipalité.

## Géographie

### Démographie
Hormis Puerto Píritu divisée en plusieurs quartiers et ville autour de laquelle s'articule la division territoriale et statistique, cette dernière possède plusieurs localités dont :
- Puerto Píritu
  - Campo Lindo
  - El Tejar
- La Medianía
- Pachaquito
- Pajarito
- Urucual